# 2. ŽNL Vukovarsko-srijemska NS Županja 2012./13.
2. ŽNL Vukovarsko-srijemska je najniži rang nogometnog natjecanja za Nogometno središte Županja (ni jedan klub ne ispada iz lige). Zbog malog broja klubova (7), prvenstvo se igra trokružno, a prvak stječe pravo nastupa u 1. ŽNL Vukovarsko-srijemskoj u sljedećoj sezoni. Prvenstvo je osvojila NK Šokadija Babina Greda.

## Tablica
| Mj. | Klub                         | Sus. | Pobj. | Nerj. | Por. | GR.   | Bod. |
| --- | ---------------------------- | ---- | ----- | ----- | ---- | ----- | ---- |
| 1.  | NK Šokadija Babina Greda     | 18   | 14    | 2     | 2    | 54:16 | 44   |
| 2.  | NK Posavac Posavski Podgajci | 18   | 12    | 2     | 4    | 58:28 | 38   |
| 3.  | NK Županja 77                | 18   | 8     | 1     | 9    | 29:44 | 25   |
| 4.  | NK Sloga Račinovci           | 18   | 6     | 2     | 10   | 37:45 | 20   |
| 5.  | NK Sloga Štitar              | 18   | 6     | 2     | 10   | 34:43 | 20   |
| 6.  | NK Srijemac Strošinci        | 18   | 5     | 3     | 10   | 27:50 | 18   |
| 7.  | NK RAŠK Rajevo Selo          | 18   | 5     | 2     | 11   | 26:39 | 17   |

## Rezultati
| NK Posavac Posavski Podgajci - NK Sloga Račinovci 4:3 NK RAŠK Rajevo Selo - NK Županja 77 1:1 NK Šokadija Babina Greda - NK Sloga Štitar 3:0 NK Srijemac Strošinci slobodan | NK Šokadija Babina Greda - NK RAŠK Rajevo Selo 5:0 NK Srijemac Strošinci - NK Posavac Posavski Podgajci 2:2 NK Sloga Štitar - NK Sloga Račinovci 2:1 NK Županja 77 slobodan | NK Posavac Posavski Podgajci - NK Županja 77 4:2 NK Sloga Račinovci - NK Srijemac Strošinci 4:1 NK RAŠK Rajevo Selo - NK Sloga Štitar 3:1 NK Šokadija Babina Greda slobodan |
| NK Šokadija Babina Greda - NK Posavac Posavski Podgajci 2:0 NK Županja 77 - NK Sloga Račinovci 0:2 NK Sloga Štitar - NK Srijemac Strošinci 1:2 NK RAŠK Rajevo Selo slobodan | NK Sloga Račinovci - NK Šokadija Babina Greda 0:1 NK Posavac Posavski Podgajci - NK RAŠK Rajevo Selo 4:2 NK Srijemac Strošinci - NK Županja 77 1:0 NK Sloga Štitar slobodan | NK Šokadija Babina Greda - NK Srijemac Strošinci 6:1 NK RAŠK Rajevo Selo - NK Sloga Račinovci 4:1 NK Sloga Štitar - NK Županja 77 5:3 NK Posavac Posavski Podgajci slobodan |
| NK Županja 77 - NK Šokadija Babina Greda 0:1 NK Srijemac Strošinci - NK RAŠK Rajevo Selo 4:3 NK Posavac Posavski Podgajci - NK Sloga Štitar 3:0 NK Sloga Račinovci slobodan | NK Sloga Račinovci - NK Posavac Posavski Podgajci 4:5 NK Županja 77 - NK RAŠK Rajevo Selo 2:1 NK Sloga Štitar - NK Šokadija Babina Greda 1:1 NK Srijemac Strošinci slobodan | NK RAŠK Rajevo Selo - NK Šokadija Babina Greda 1:2 NK Posavac Posavski Podgajci - NK Srijemac Strošinci 6:0 NK Sloga Račinovci - NK Sloga Štitar 4:2 NK Županja 77 slobodan |
| NK Županja 77 - NK Posavac Posavski Podgajci 1:0 NK Srijemac Strošinci - NK Sloga Račinovci 4:2 NK Sloga Štitar - NK RAŠK Rajevo Selo 3:1 NK Šokadija Babina Greda slobodan | NK Posavac Posavski Podgajci - NK Šokadija Babina Greda 1:0 NK Sloga Račinovci - NK Županja 77 4:1 NK Srijemac Strošinci - NK Sloga Štitar 1:0 NK RAŠK Rajevo Selo slobodan | NK Šokadija Babina Greda - NK Sloga Račinovci 4:0 NK RAŠK Rajevo Selo - NK Posavac Posavski Podgajci 0:5 NK Županja 77 - NK Srijemac Strošinci 5:3 NK Sloga Štitar slobodan |
| NK Srijemac Strošinci - NK Šokadija Babina Greda 0:0 NK Sloga Račinovci - NK RAŠK Rajevo Selo 1:0 NK Županja 77 - NK Sloga Štitar 3:2 NK Posavac Posavski Podgajci slobodan | NK Šokadija Babina Greda - NK Županja 77 4:0 NK RAŠK Rajevo Selo - NK Srijemac Strošinci 0:0 NK Sloga Štitar - NK Posavac Posavski Podgajci 3:2 NK Sloga Račinovci slobodan | NK Sloga Račinovci - NK Sloga Štitar 3:3 NK Srijemac Strošinci - NK Županja 77 1:2 NK Posavac Posavski Podgajci - NK RAŠK Rajevo Selo 2:0 NK Šokadija Babina Greda slobodan |
| NK Šokadija Babina Greda - NK Posavac Posavski Podgajci 5:1 NK RAŠK Rajevo Selo - NK Srijemac Strošinci 5:2 NK Županja 77 - NK Sloga Račinovci 2:1 NK Sloga Štitar slobodan | NK Srijemac Strošinci - NK Šokadija Babina Greda 2:3 NK Sloga Račinovci - NK RAŠK Rajevo Selo 0:1 NK Sloga Štitar - NK Županja 77 4:0 NK Posavac Posavski Podgajci slobodan | NK Šokadija Babina Greda - NK Sloga Račinovci 7:1 NK Posavac Posavski Podgajci - NK Srijemac Strošinci 2:1 NK RAŠK Rajevo Selo - NK Sloga Štitar 2:0 NK Županja 77 slobodan |
| NK Sloga Štitar - NK Šokadija Babina Greda 2:3 NK Sloga Račinovci - NK Posavac Posavski Podgajci 2:2 NK Županja 77 - NK RAŠK Rajevo Selo 2:0 NK Srijemac Strošinci slobodan | NK Šokadija Babina Greda - NK Županja 77 3:4 NK Posavac Posavski Podgajci - NK Sloga Štitar 8:0 NK Srijemac Strošinci - NK Sloga Račinovci 2:4 NK RAŠK Rajevo Selo slobodan | NK RAŠK Rajevo Selo - NK Šokadija Babina Greda 2:4 NK Županja 77 - NK Posavac Posavski Podgajci 1:7 NK Sloga Štitar - NK Srijemac Strošinci 5:0 NK Sloga Račinovci slobodan |

## Vanjske poveznice
- Zupanijski Nogometni Savez Vukovarsko-srijemske županije  Arhivirana inačica izvorne stranice od 1. studenoga 2015. (Wayback Machine)